# Naturaleza muerta con cajas y tarros
Naturaleza muerta con cajas y tarros (también conocida como Naturaleza muerta con cajas y vasijas) es una pintura al óleo sobre lienzo de la pintora Josefa de Óbidos. Fue pintada entre 1655 y 1665. Tiene unas dimensiones de 45 cm de alto y 68,5 centímetros de ancho. Pertenece a la colección del Museo Nacional de Arte Antiguo de Lisboa.

## Descripción
Representa un bodegón compuesto por objetos y flores. Sobre una mesa se observan macetas y cajas, con dos pequeñas vasijas de barro decoradas con flores y atadas con un nudo y un cuenco invertido que descansa sobre la mesa.
Utiliza una paleta de colores de un cromatismo cálido, donde una coloración roja brillante se impone verticalmente.

## Publicaciones
- Gomes, João. (2014). Uma Doce Viagem:. Doces e Conservas na correspondência de D. Vicente Nogueira com o Marquês de Niza (1647‐1652). ISBN 978-989-26-0886-0[4]